# Rio Yantra
O rio Yantra (em búlgaro:  Янтра) é um no norte da Bulgária, afluente da margem direita do Rio Danúbio. São 285 km de extensão, sendo o 3º mais longo da Bulgária, com uma bacia de 7.782 km².

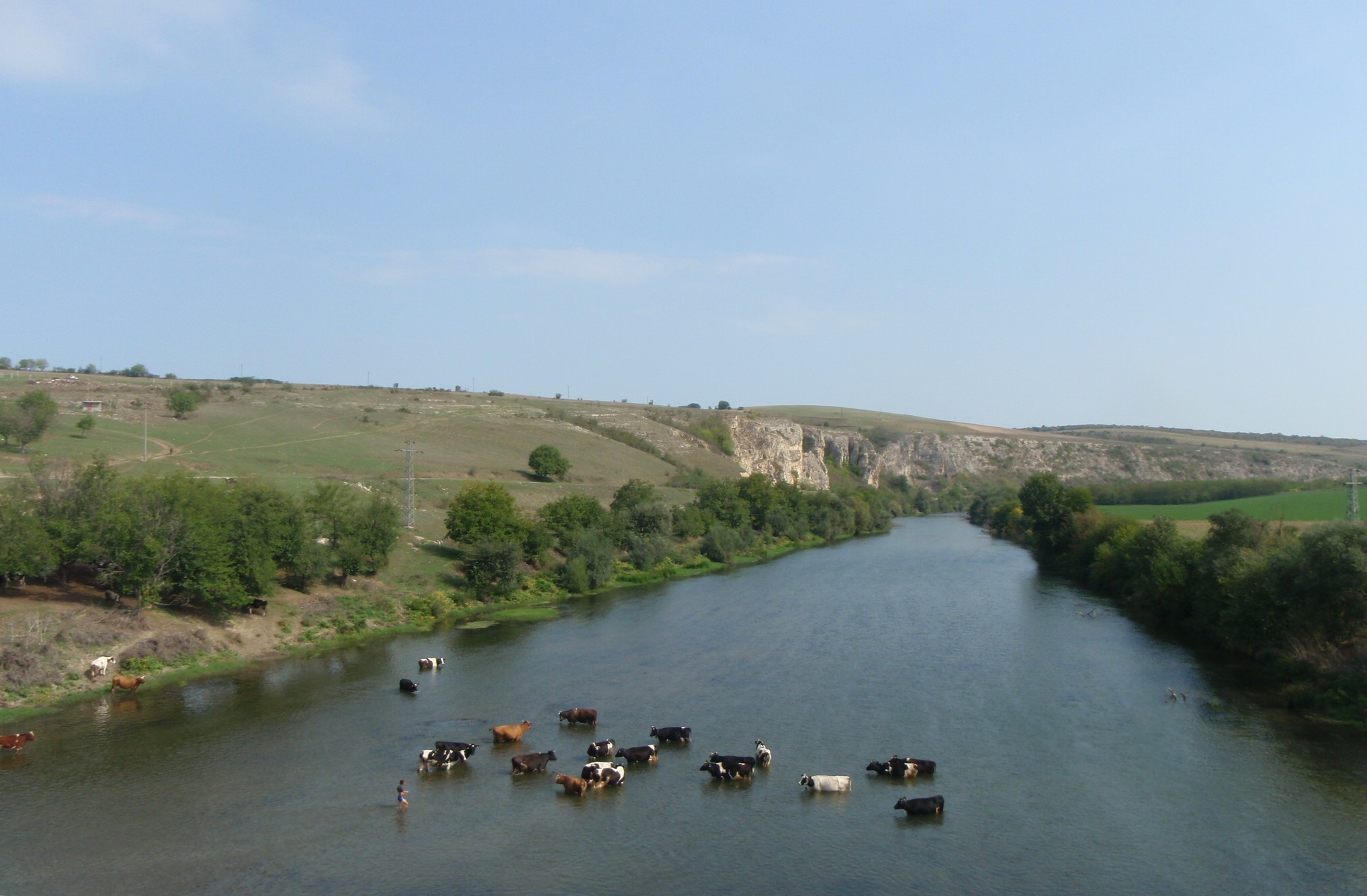
Yantra próximo a Tsenovo, Ruse (provincia), próximo a sua foz.

A nascente do Yantra fica no sopé da montanha  Hadzhi Dimitar no parte central de Stara Planina a 1340 m. No seu curso mais alto tem o nome de Etar (Етър), seu nome antigo. Sua foz no Danúbio é próxima a Svishtov.
Uma característica especial deste rio é o fato de formar muitas gargantas ao cruzar a área dos ante-Balcãs, sendo que a maior fica próxima a Veliko Tarnovo, tendo 7 km de comprimento ou ainda duas vezes mais longa devido às muitas curvas do rio.
As maiores cidades cortadas pelo Yantra são Gabrovo, Veliko Tarnovo, Gorna Oryahovitsa, Polski Trambesh, e  Byala em Ruse (província), junto à qual fica a famosa  ponte Belenski most sobre o Yantra.
Acredita-se que o nome do rio se deva à palavra trácia "yatrus", que significa ‘’sinuoso".
A caverna [“Yantra” na Ilha Livingston nas Ilhas Shetland do Sul, Antártica deve seu nome ao rio Yantra.